# Marele blond cu un pantof negru
Marele blond cu un pantof negru (titlul oricinal: în franceză Le Grand Blond avec une chaussure noire) este un film francez de comedie din anul 1972, regizat de Yves Robert după un scenariu de Francis Veber. Rolurile principale au fost interpretate de actorii Pierre Richard, Jean Rochefort și Bernard Blier. Continuarea filmului, Întoarcerea marelui blond, a fost lansată în 1974.
Ulterior, a fost realizat un remake american al acestui film intitulat Omul cu un pantof roșu (The Man with One Red Shoe, regia Stan Dragoti, 1985), în care rolul principal a fost interpretat de Tom Hanks.

## Rezumat
Șeful serviciilor secrete franceze, Louis Toulouse, plănuiește un complot pentru a-l discredita pe adjunctul său, Bernard Milan (care, la rândul său, plănuiește să-l discrediteze pe Toulouse pentru a-i lua locul la conducere). Colonelul Toulouse își trimite asistentul, Perrache, pentru a alege la întâmplare pe cineva din mulțimea de călători care sosesc la aeroportul Orly, pentru a-l face pe Milan să creadă că Perrache se va întâlni cu un maestru al spionajului și a-l determina pe Milan să-și dezvăluie trădarea.
Perrache îl alege din mulțime pe François Perrin, un violonist distrat, care este remarcat de acesta deoarece poartă, ca urmare a unei glume, un pantof negru pe un picior și unul maro-roșcat pe celălalt. Milan înghite momeala și începe imediat o serie de încercări pentru a afla ce știe Perrin - în realitate, Perrin nu știe nimic despre spionaj, el fiind un muzician. Mașinațiile lui Milan îl implică pe Perrin într-o serie de aventuri din ce în ce mai deosebite și în cele din urmă îi este trimisă pe cap o frumoasă femeie fatală pe nume Christine. Într-o scenă surprinzătoare, ea îl întâmpină la ușă într-o rochie de catifea neagră, apoi se întoarce și arată că rochia este fără spate, afișând discret un decolteu la fese. (O rochie similară este văzut din nou la concertul simfonic, în continuarea Întoarcerea marelui blond.) Acțiunile se precipită, conducând la moartea mai multor agenți secreți și apoi la sinuciderea lui Milan. Toulouse privește senin haosul creat.
Filmul se încheie, așa cum începuse, la Orly. Perrin împinge un imens geamantan Louis Vuitton în încăperea pentru bagaje de la aeroport, vorbind încet cu el. (Aparent, în interior este Christine.) Destinația lor este Rio.

## Distribuție
- Pierre Richard – François Perrin, violonist
- Jean Rochefort – colonelul Louis Marie Alphonse Toulouse, șeful serviciilor secrete franceze
- Bernard Blier – colonelul Bernard Milan
- Paul Person – Perrache, secundul și prietenul colonelului Toulouse
- Mireille Darc – Christine, agenta blondă a lui Milan
- Jean Carmet – Maurice Lefebvre, prietenul lui François
- Colette Castel – Paulette Lefebvre, soția lui Maurice și amanta lui François
- Tania Balachova – mama lui Louis Toulouse
- Jean Obé – Botrel, agent al lui Milan
- Robert Castel – Georghiu, agent al lui Milan
- Jean Saudray – Poucet, agent al lui Toulouse
- Maurice Barrier – Chaperon, agent al lui Toulouse
- Roger Caccia – dl. Boudart, agent al lui Milan
- Arlette Balkis – dna. Boudart, agentă a lui Milan
- Robert Dalban – falsul om de livrări
- Yves Robert – dirijorul orchestrei

## Premii
Filmul a câștigat premiul Ursul de Argint la Festivalul Internațional de Film de la Berlin din 1973. El a fost nominalizat ca cel mai bun film străin la National Board of Review (1973).

## Legături externe
- Marele blond cu un pantof negru la Internet Movie Database
- The Tall Blond Man with One Black Shoe este disponibil pentru descărcare gratuită la Internet Archive [mai mult]
- Marele blond cu un pantof negru la Allmovie
- Film photogallery Arhivat în 19 decembrie 2007, la Wayback Machine.